# 国军美械军
国军美械军是中華民國的国民革命军在抗战胜利前后陆续换装了美军轻步兵师装备的一批部队。

## 历史
1942年盟军中国战区参谋长史迪威制定XYZ计划，准备改编组建70-90个美械轻装备师，装备M1湯姆遜衝鋒槍1080支，M1卡宾枪540支，M1903春田步槍或M1917恩菲尔德步枪4500支，白朗寧M1917重機槍72挺，布伦式轻机枪270挺，M2 60毫米迫击炮170门，81毫米迫擊砲迫击炮36门，M3 37毫米战防炮24门，M1A1 75毫米山炮12门，M2 105毫米榴弹炮12门，编制为： 
- 榴弹炮营：12门
- 山炮营：12门
- 工兵营
- 辎重营
- 特务连
- 搜索连
- 卫生队
- 军乐队
- 无线电队
- 军医院
- 3个步兵团
  - 迫击炮连：81毫米迫击炮12门
  - 战防炮连：8门
  - 特务排
  - 卫生队
  - 3个步兵营
    - 3个步兵连
    - 1个机炮连

美械军军部则辖有三个12门M2 105毫米榴彈炮营，以及一个12门M1918 155毫米榴彈炮营，配屬一个装备16辆M3A3輕戰車的战车营。只有新编22师和新编38师实现了这一编制。新编30师、14师、50师只有1个山炮营。
魏德迈上任后，将XYZ计划更改为“阿尔法计划”，在中央军中改编39个美械师：驻印军3个师，中国境内的36个师。
国内美械师没有达到上述美械轻装备师的编制标准。国内美械军的编制为：
- 军直属榴弹炮营：105榴弹炮12门；
- 3个师
  - 野战医院
  - 师直属山炮营：75山炮12门；
  - 3个步兵团
    - 团直属战防炮连：战防炮4门，
    - 3个步兵营
      - 营属迫击炮排：81迫击炮两门
      - 营属火箭筒排：“伯楚克”火箭筒两具
      - 3个步兵连：轻机枪9挺，“汤姆森”手提机枪18只，60迫击炮6门（每排两门）、火焰喷射器1个

抗战胜利前只运到了33个师的装备。国内的美械军的三个师只给两个师的装备，由军内自行调整。
抗战时期换装美械的部队有：
1. 第一批：驻印军，1944年编为新一军、新六军。驻印军5个师装备了6个美械师的武器。
2. 第二批：1943年第二次组建的中国远征军：第二军、第六军、第八军、第五十三军、第五十四军、第七十一军
3. 第三批：“民国三十四年甲乙两种军编制表”改编的“甲种军”：第五军、第十三军、第十八军、第七十三军、第七十四军、第九十四军。

由于1945年6月军委会决议撤销第六军番号。不含驻印军的12个美械军每个军装备2个师的武器，合计24个美械师。后来用3个美械师的装备改装了半美械军4个：第四十六军、第五十二军、第六十军、第六十二军。其中，第五十二军接受美援後成為半美械部隊〔三個師裝備一個美式輕裝步兵師的武器配備，師炮兵營配備七五山炮，非美式制式的105榴炮，且僅有第二師有師山炮營，共12門山炮；並混用國產武器〕。雖然第五十二軍從此是半美械部隊，但和全美械部隊差異很大，劉玉章在國共內戰東北戰場初期北寧路戰役時，看到石覺統帥的國民革命軍第十三軍，就發現第五十二軍的「裝備與軍容，均不如友軍遠甚」。
半美械军是在第二期计划装备美械的部队，用第二期3个师的装备与第一期30个师的预备装备改编而成。步枪、轻机枪与82迫击炮为国械、日械；重机枪、冲锋枪、六零炮、战防炮、山炮、火箭筒,火焰喷射器为美械；军（整编师）炮兵营则为日式野炮。 
抗战结束后的1945年，美国人交付了抗战前承诺的6个美械师装备，这些武器补充了青年军的装备缺额，还分给了国军其他各部又成立了几个半美械军：第二十军、第二十六军、第二十八军、第六十四军、第九十二军、第九十三军。
截止1945年4月底，美国根据租借法案，向国军提供的美式武器装备，有2万余辆军用汽车以外，有1300余架各类飞机、M3A3轻坦克604辆、36门M-1918式155毫米榴弹炮、481门M-101式105毫米榴弹炮、600门75毫米山炮、300门M-3式37毫米战防炮、2000门60/81毫米迫击炮，32门M-2式90毫米高射炮、178门40毫米博福斯高射炮。1000余支M-1式60毫米巴祖卡火箭筒、310具M-1式火焰喷射器、1200余支14毫米反坦克枪、1500挺Ｍ-1917勃朗宁重机枪重机枪、8000挺M-1918A1勃朗宁轻机枪、15万支M-1903式春田步枪、3万支M-1汤姆逊冲锋枪、3600把M-1911式手枪等。各类炮弹220万发、火箭弹6万发、枪榴弹筒8723个、步枪和冲锋枪子弹约7亿发。美械能装备39个步兵师。
至1946年初，美械师与半美械师57个师。1946年6月内战爆发时，美械与半美械装备部队为22个军（整编师）64个师（整编旅），交警部队18个总队又4个教导总队；其中45个师（旅）与交警部队为全美械。

## 评价
陈毅总结第二次國共內戰第一年作战经验认为：“美械使火力增强，但火器复杂，干部无法掌握，不能灵活机动，消耗弹药甚多，缺少运输工具，供给不上。野战能力很弱。美械化害多利少，最多不过利害相等。”